# Borek (přírodní památka)
Borek je přírodní památka poblíž obce Teplice nad Metují v okrese Náchod. Oblast spravuje Agentura ochrany přírody a krajiny ČR, regionální pracoviště Východní Čechy.

## Předmět ochrany
Důvodem ochrany je geomorfologicky zajímavé území kvádrových pískovců Lysého vrchu s příkrou skalní stěnou, vysokým balvanitým osypem a na ně vázaných fragmentů specifických společenstev - reliktních borů a vegetace silikátových skal a drolin.

## Galerie

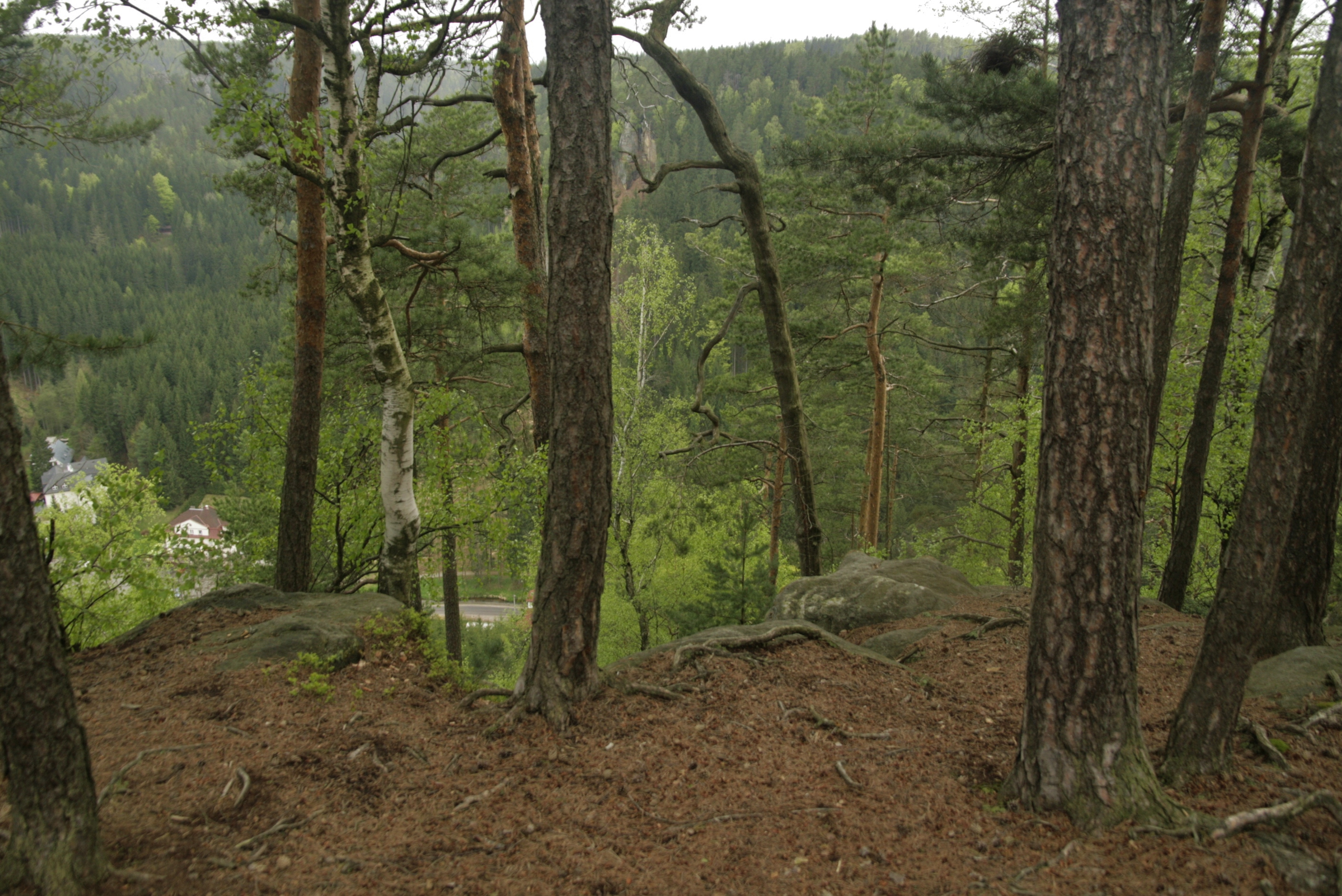
Reliktní bory na pískovci, pohled na jih
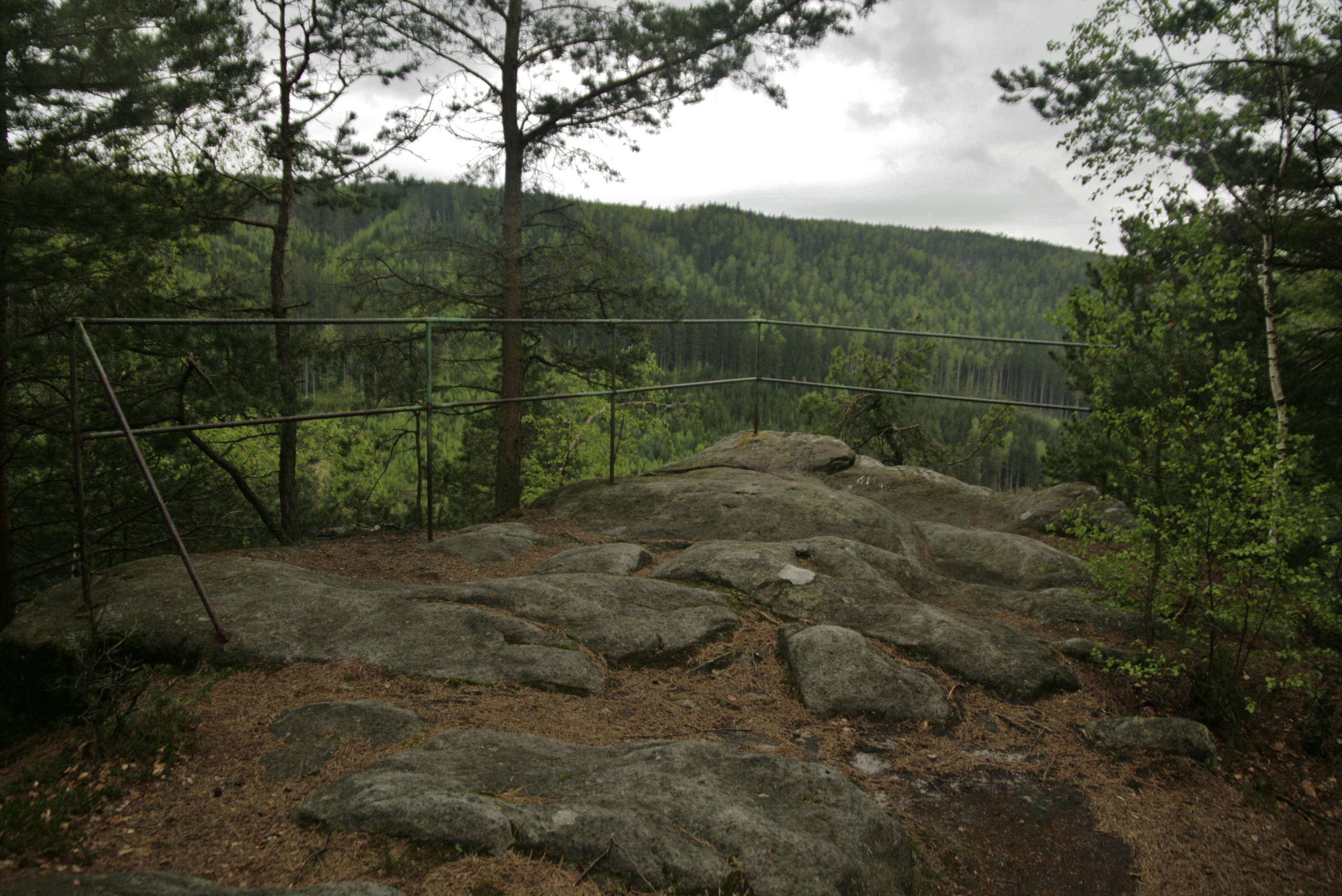
vyhlídka na Lysém vrchu
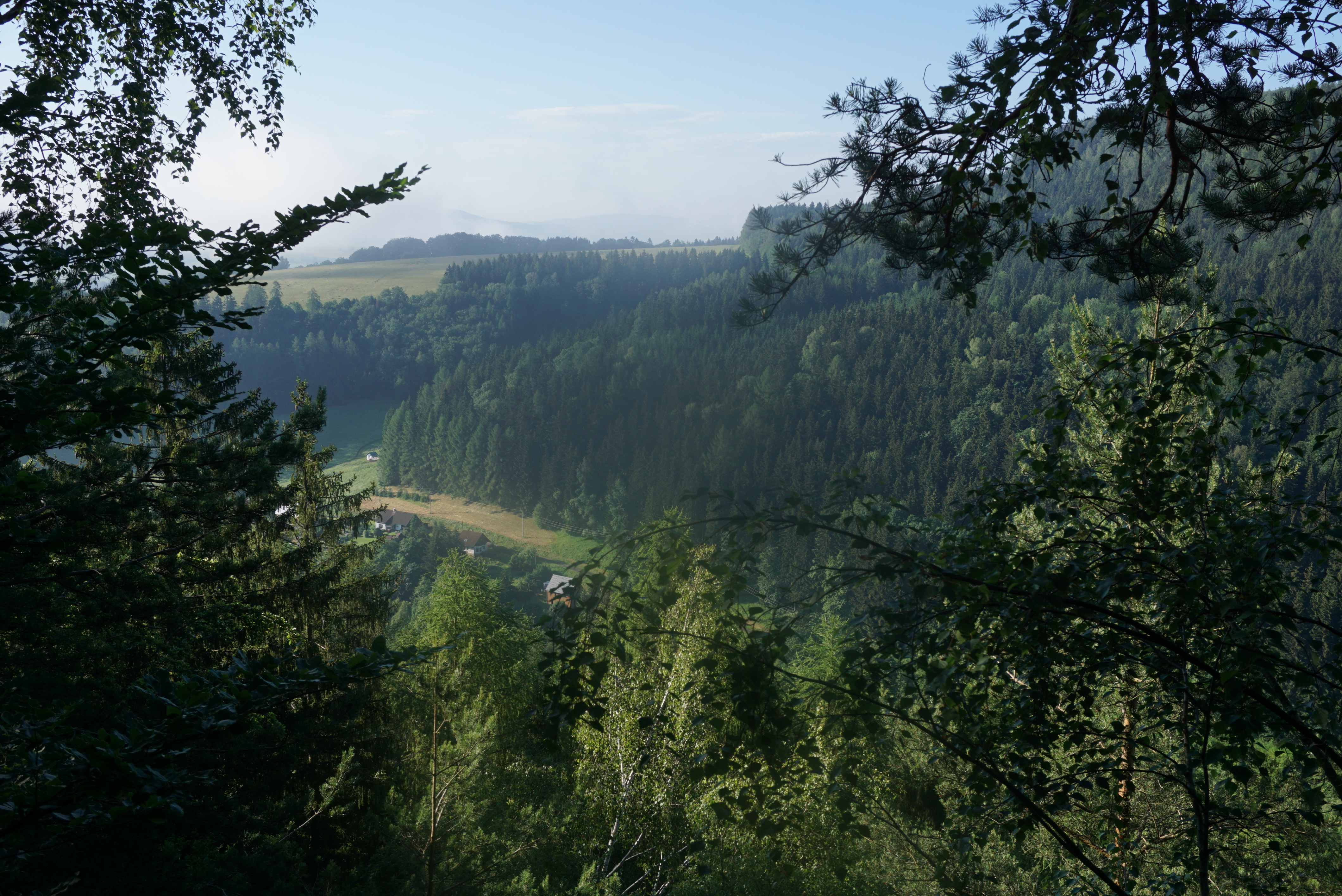
pohled z vyhlídky na Lysém vrchu
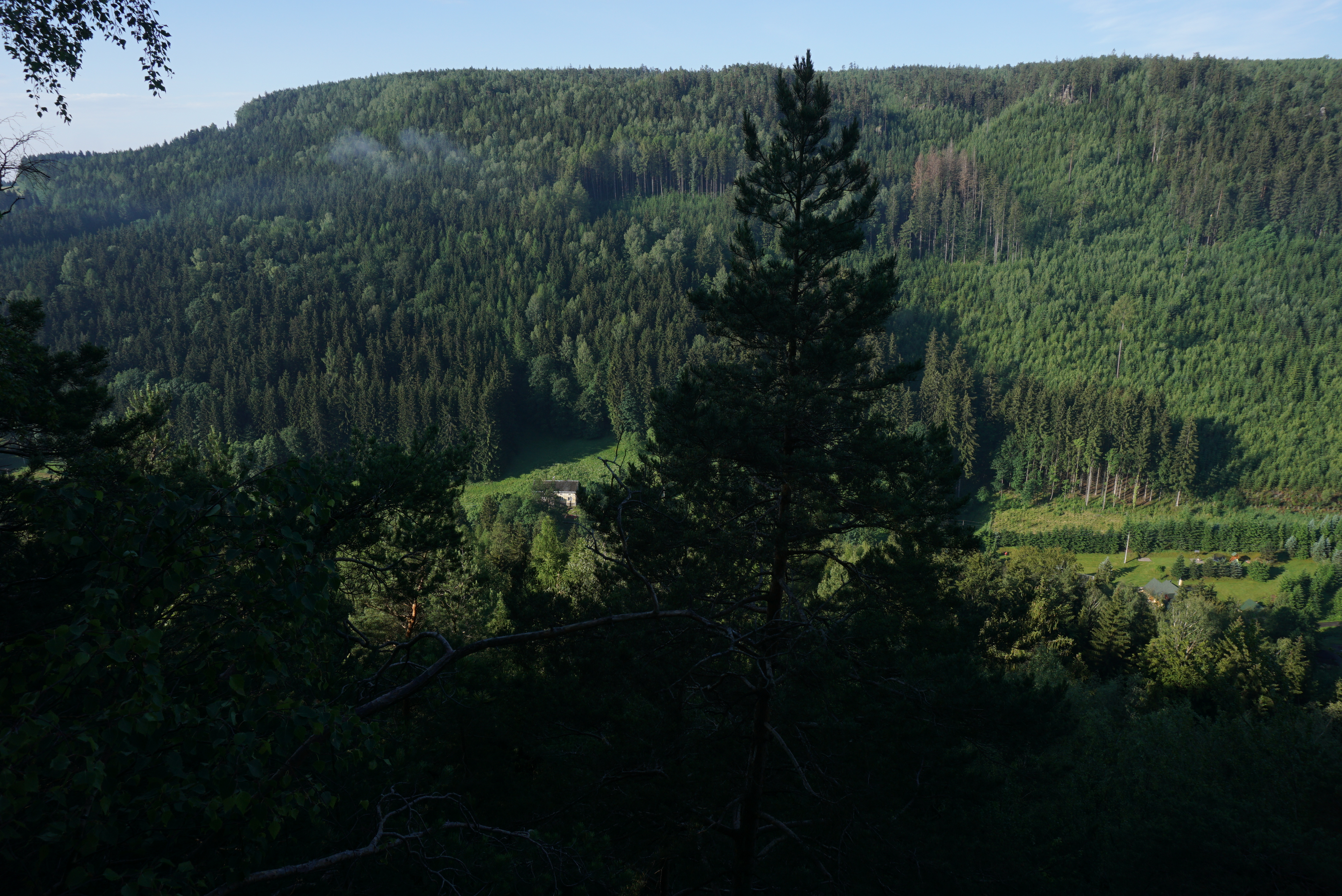
pohled z vyhlídky na Lysém vrchu
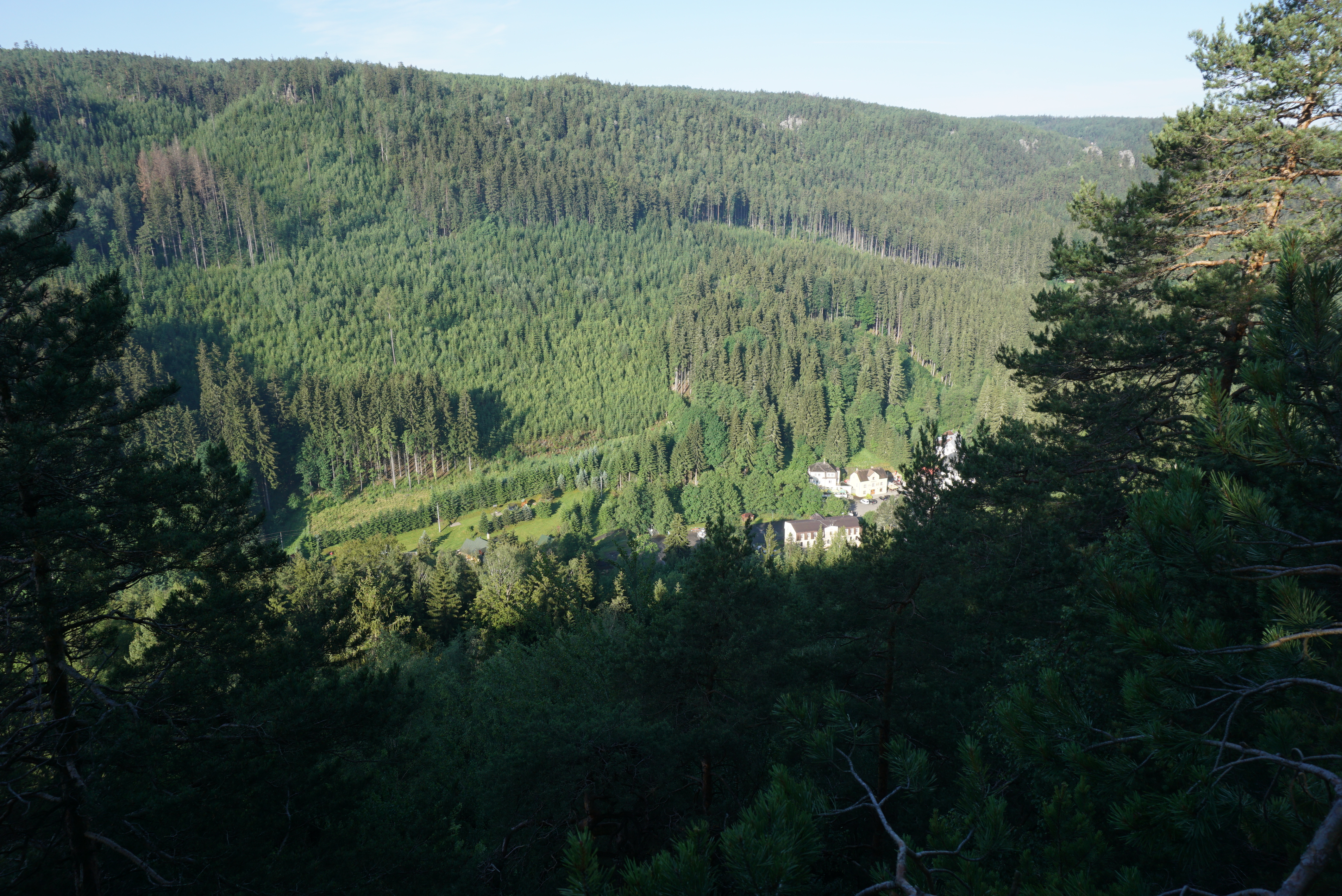
pohled z vyhlídky na Lysém vrchu
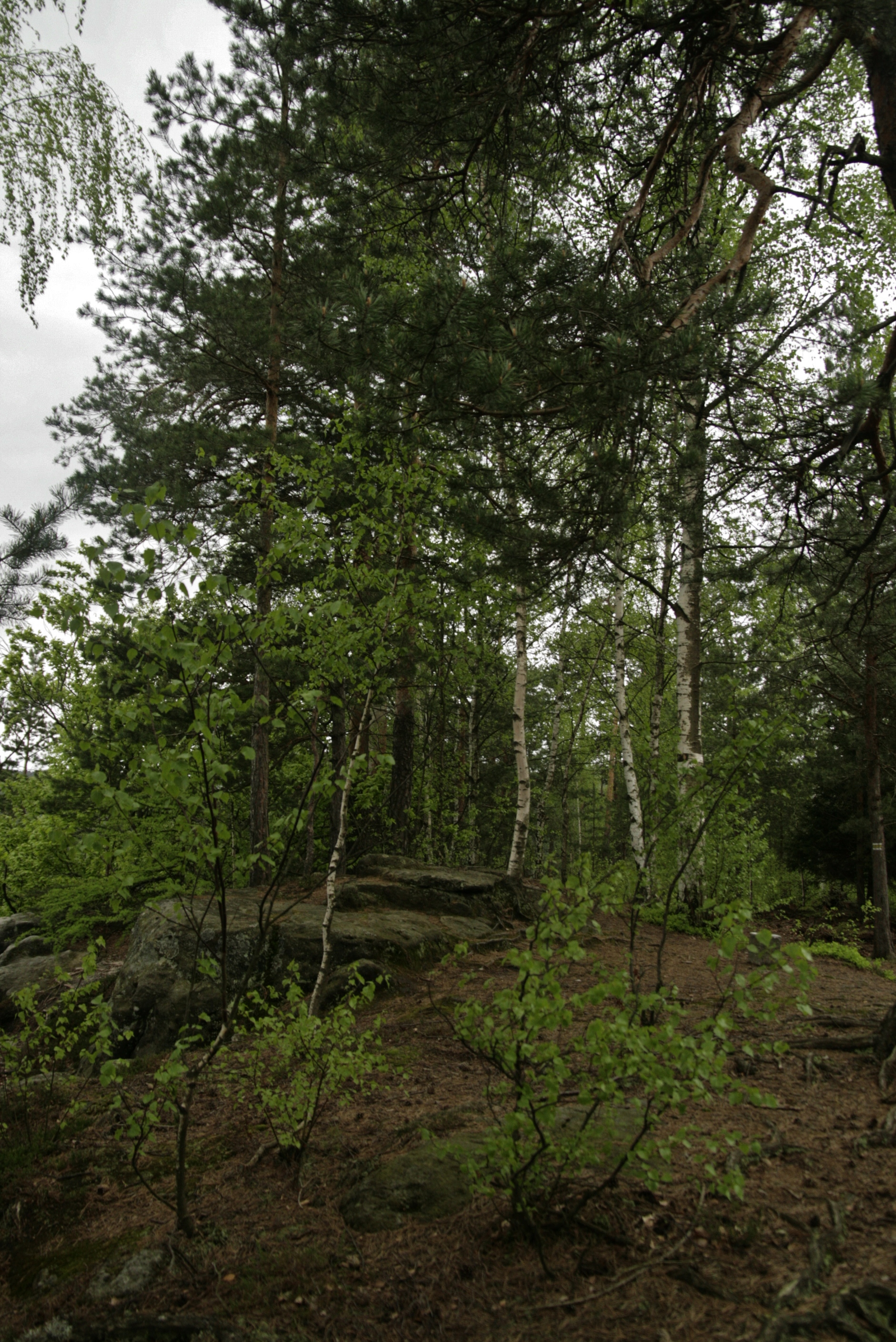
Vrcholové společenstvo tvoří reliktní bory a pionýrské břízy
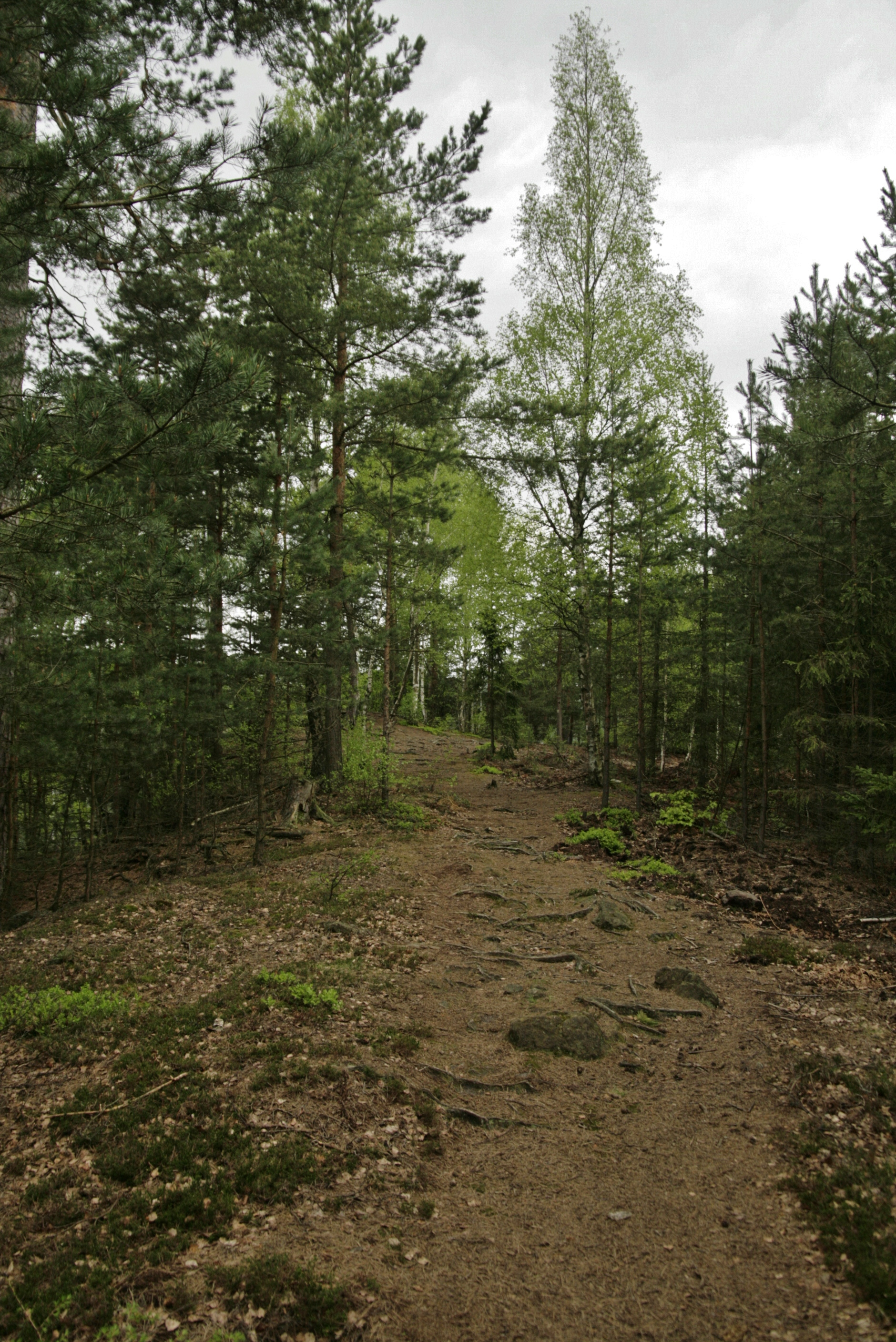
podél pěšiny se zachovaly trsy vřesů
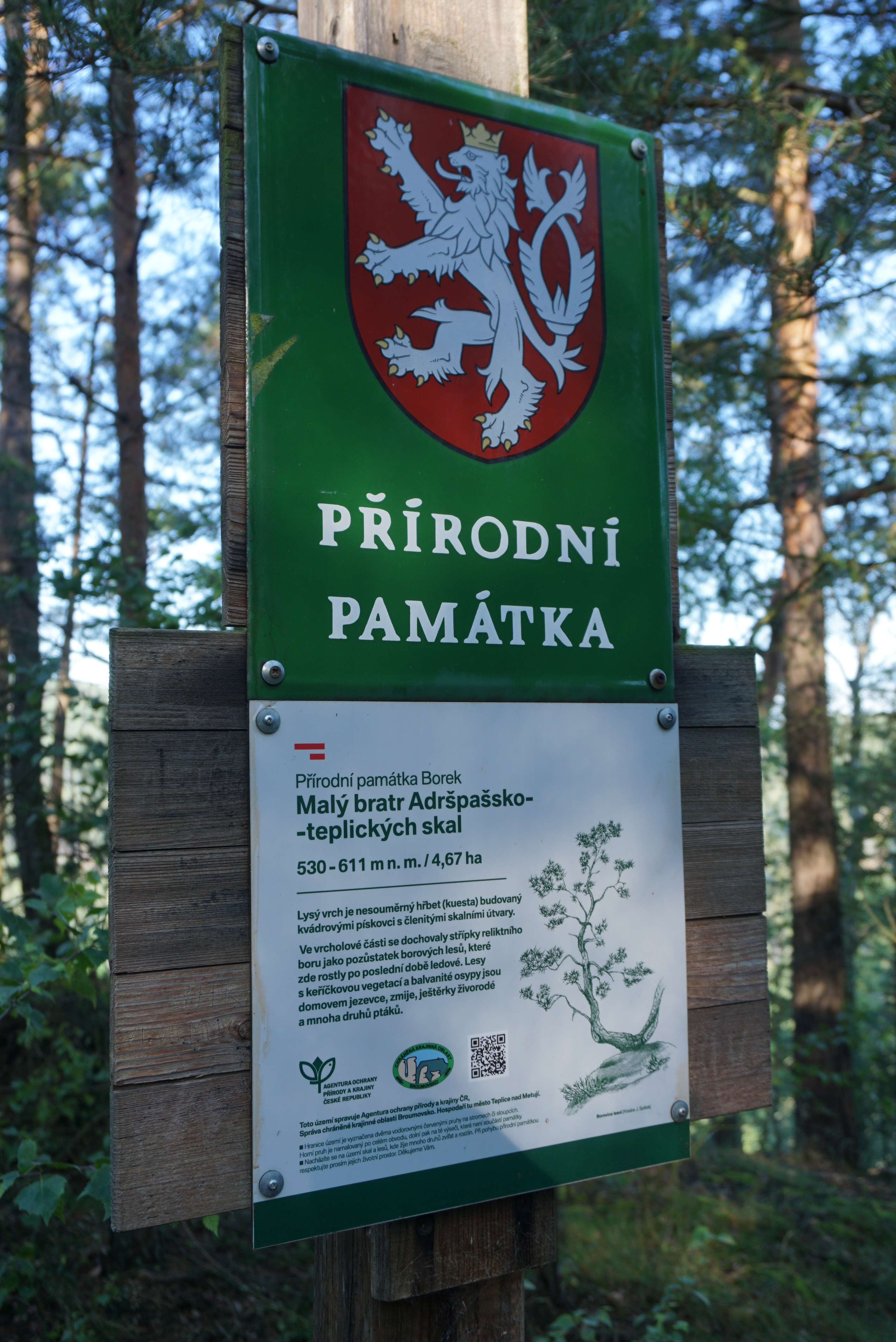
infotabule na okraji chráněného území
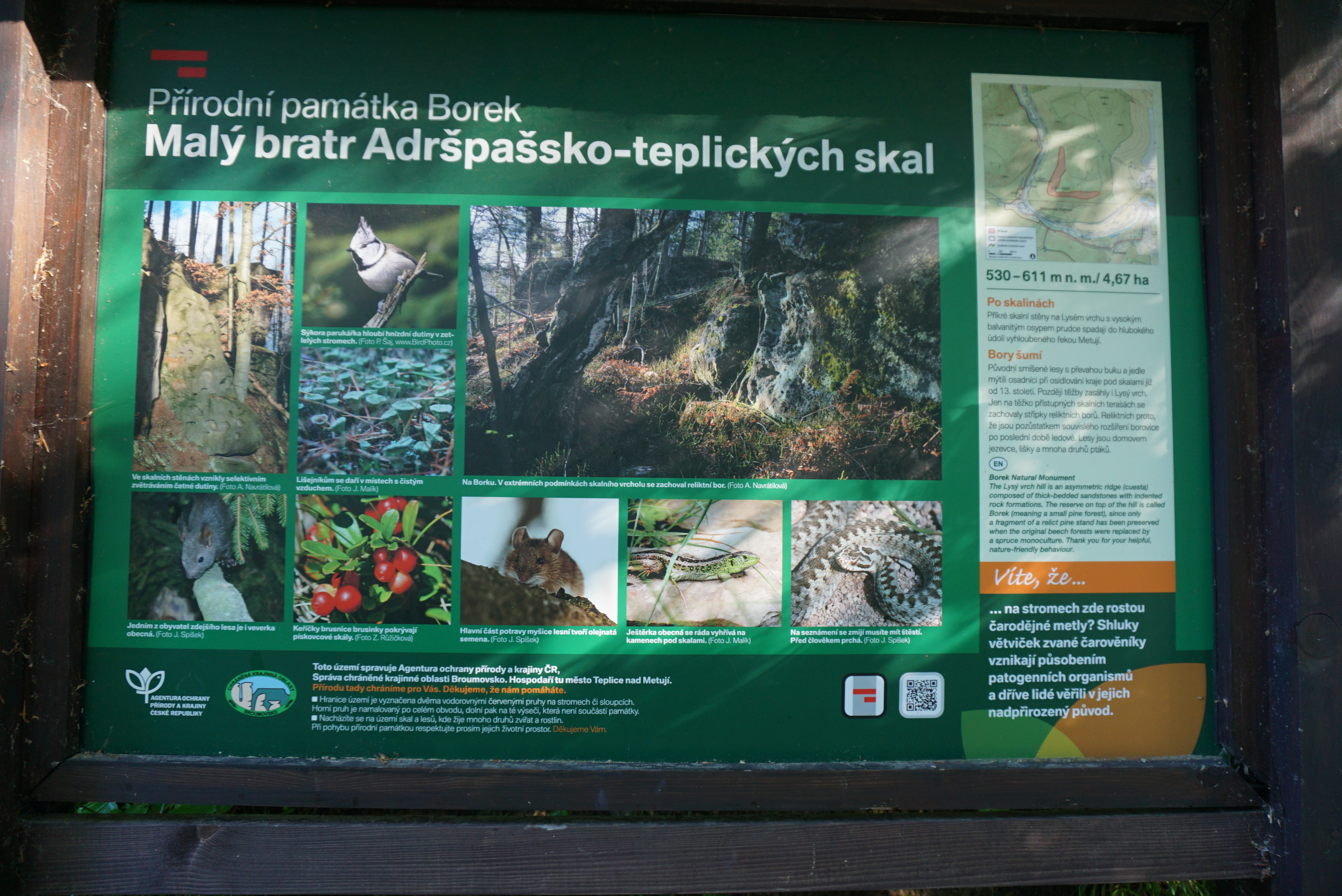
infotabule na okraji Teplic nad Metují